# 47 Великої Ведмедиці
47 Великої Ведмедиці (47 Ursae Majoris, 47 UMa) — сонцеподібна зоря в сузір'ї Великої Ведмедиці. Станом на 2015 рік має три відкриті екзопланети, що обертаються навколо неї. 2002 року астрономи Техасського університету в Арлінґтоні зробили вточнені обчислення параметрів 47 UMa: подібно до Сонячної, в придатній для життя зоні системи 47 Великої Ведмедиці відсутні газові гіганти, гравітаційне збурення яких могло б завадити формуванню невеликих землеподібних планет. Учені довели, що на відстані від 1,05 до 1,83 а.о. від зорі можуть існувати кам'янисті планети з масовим і атмосферним газовим складом або навіть із рідкою водою на поверхні. 47 UMa посідає 72-е місце в переліку кандидатів на пошук землеподібних планет у запланованій місії NASA Terrestrial Planet Finder.

## Виноски
1. ↑  Миры, похожие на наш ... [Архівовано 6 березня 2016 у Wayback Machine.] Блог сайту «Астрономия для всех»
2. ↑  #72 HIP 53721. TPF-C Top 100. Архів оригіналу за 19 серпня 2006. Процитовано 2 вересня 2019.